# Xã Lake Villa, Quận Lake, Illinois
Xã Lake Villa (tiếng Anh: Lake Villa Township) là một xã thuộc quận Lake, tiểu bang Illinois, Hoa Kỳ. Năm 2010, dân số của xã này là 40.276 người.